# Preussia irregularis
Preussia irregularis är en svampart som tillhör divisionen sporsäcksvampar, och som först beskrevs av I.Egeland, och fick sitt nu gällande namn av Soláns. Preussia irregularis ingår i släktet Preussia, och familjen Sporormiaceae. Arten är reproducerande i Sverige.